# Court Tomb von Cashel
Das stark gestörte Court Tomb von Cashel liegt auf leicht abschüssigem Gelände, am östlichen Ende eines Hügels, etwa 800 m von der Bucht von Killala im Norden des County Mayo in Irland im Townland Cashel (irisch An Caiseal). 
Court Tombs gehören zu den megalithischen Kammergräbern (englisch chambered tombs) in Irland und Großbritannien. Sie werden mit etwa 400 Exemplaren größtenteils in Ulster im Norden der Republik Irland und in Nordirland gefunden. Der Begriff Court Tomb wurde 1960 von dem irischen Archäologen Ruaidhrí de Valera eingeführt.

## Beschreibung
Der größtenteils aus Steinen bestehende Hügel liegt etwa 0,5 m über der Umgebung. Sein Rand ist schlecht erkennbar, besonders an der Südseite, aber eine Abnahme in der Breite ist ersichtlich.
Die etwa 17,0 m lange Anlage hat eine etwa 4,0 m lange und 1,75 bis 1,5 m breite, etwa Südost-Nordwest-orientierte Galerie. Ihr Zugang wird durch ein Pfostenpaar markiert. Der südliche Pfosten ist 0,65 m hoch und neigt sich leicht nach Osten. Der andere neigt sich stark nach Osten. Aufrecht stehend würde er zum anderen Pfosten passen.
Die nördliche Galerieseite besteht aus fünf Steinen. Der nächste am Zugang ist 0,6 m hoch. Der folgende ist nur 0,15 m und der dritte ist 0,75 m hoch. Er wird vom vierten Seitenstein, mit flacher Spitze, der 0,25 m hoch ist, leicht überlappt. Der fünfte Seitenstein ist 0,6 m hoch und grenzt an den Endstein.
Auf der südlichen Galerieseite sind nur drei Steine erhalten. Der an den Zugang angrenzende ist 0,5 m hoch. Der nächste steht etwa 1,7 m westlich. Er ist 0,45 hoch und neigt sich leicht nach innen. Der dritte grenzt an den Endstein.
Der Endstein steht zwischen den Seitensteinen und hat 0,25 m sichtbare Höhe. Er liegt etwas niedriger als die benachbarten Seitensteine. Der obere Rand kann abgebrochen sein. Östlich der Galerie gibt es keine eindeutigen Belege für einen Hof (engl. court), aber zwei fast im Boden verborgene Blöcke könnten zu einem solchen gehören.
Die Form der Galerie deutet auf eine Aufteilung in zwei Kammern. Die Überlappung des Seitensteins der Nordseite mit dem kürzeren im Osten zeigt wahrscheinlich die Segmentierung an.

## Verlagerte Steine
In der Galerie liegen zwei schmale Steine. Der westliche ist 1,35 m lang, 0,3 m breit und 0,2 m dick und kann ein Sturz gewesen sein. Der andere ist 0,95 lang, 0,40 breit und 0,25 dick. Südlich der Galerie können zwei liegende Steine verlagerte Kraggewölbesteine sein. Der östliche misst 1,0 × 0,95 m und ist 0,3 dick. Der andere liegt auf der Hügeloberfläche, misst 1,1 × 0,75 m und ist 0,2 dick. An der Nordseite der Galerie liegt eine Platte (1,3 × 0,85 und 0,25 dick), die ebenfalls ein verlagerter Krag- oder Deckstein sein könnte. Unmittelbar nordwestlich davon sind zwei Steine fest eingebaut. Der kleinere ist 0,2 m hoch und der sich nach Nordosten neigende größere ist 0,55 m hoch.

## Steine um die Galerie
Wahrscheinlich ist keiner der folgenden Steine original. Östlich des Zugangspfostens befinden sich in Fortsetzung der Linie der Nordseite zwei 0,5 m hohe, fast aufrechte Steine, ebenso wie die 1,75 hinter dem Endstein liegenden beiden 0,65 m hohen Steine. Etwa 1,5 südlich davon liegt eine 1,6 × 0,8 m große Platte über kleineren Steinen. Ein 0,45 hoher Stein steht östlich der Platte. Ein weiterer Stein südlich des letzten lehnt sich stark nach Südwesten. Er ist 0,3 m hoch. Mehrere 0,4 m bis 0,75 m messende Blöcke liegen um die Galerie, besonders westlich davon. Zwei Steine stehen aufrecht neben dem östlichsten Seitenstein auf der Südseite der Galerie. Der höchste misst 0,75 m. Drei große Platten liegen in der Nähe des Hügelrandes. Die kleinste ist 0,2 m und die beiden größeren sind 0,35 m dick.